# Chileens voetbalelftal (mannen)
Het Chileens voetbalelftal is een team van voetballers dat Chili vertegenwoordigt bij internationale wedstrijden. Chili's grootste succes is het tot nu toe twee keer op rij winnen van de Copa América in 2015 en 2016. Ze haalden ook de finale van de Confederations Cup 2017.

## Deelname aan internationale toernooien

### WK voetbal / Confederations Cup
In 1962 organiseerde Chili de WK-eindronde en hier behaalde de ploeg met de derde plaats het beste resultaat tot nu toe.
Op 3 september 1989 speelde Chili een kwalificatiewedstrijd tegen Brazilië, een verlies zou uitschakeling betekenen, Brazilië stond met 1-0 voor toen na 67 minuten keeper Roberto Rojas instortte omdat hij zogezegd geraakt werd door vuurwerk dat door een Braziliaanse fan op het veld werd gegooid. De Chilenen weigerden de wedstrijd uit te spelen. Nadat de beelden door de FIFA bestudeerd werden en er gezien werd dat het vuurwerk geen contact maakte met Rojas kreeg Brazilië een reglementaire 2-0-overwinning toegekend waardoor Chili uitgeschakeld was. Tevens werd Chili uitgesloten voor deelname aan de WK-kwalificatie voor het WK van 1994, Rojas werd levenslang geschorst al kreeg hij in 2001 amnestie.
Voor het WK van 1998 kwalificeerde Chili zich met sterspelers Salas en Zamorano. Ze bereikten de tweede ronde door alle drie de groepswedstrijden gelijk te spelen, waarna ze werden uitgeschakeld door Brazilië.
| Wereldkampioenschap voetbal overzicht | Wereldkampioenschap voetbal overzicht | Wereldkampioenschap voetbal overzicht | Wereldkampioenschap voetbal overzicht | Wereldkampioenschap voetbal overzicht | Wereldkampioenschap voetbal overzicht | Wereldkampioenschap voetbal overzicht | Wereldkampioenschap voetbal overzicht | Wereldkampioenschap voetbal overzicht |                     |
| Jaar                                  | Ronde                                 | Wed.                                  | W                                     | G                                     | V                                     | DV                                    | DT                                    | Kwal                                  |                     |
| ------------------------------------- | ------------------------------------- | ------------------------------------- | ------------------------------------- | ------------------------------------- | ------------------------------------- | ------------------------------------- | ------------------------------------- | ------------------------------------- | ------------------- |
| 1930                                  | Groepsfase                            | 3                                     | 2                                     | 0                                     | 1                                     | 5                                     | 3                                     |                                       |                     |
| 1934                                  | Geen deelname                         | Geen deelname                         | Geen deelname                         | Geen deelname                         | Geen deelname                         | Geen deelname                         | Geen deelname                         | Geen deelname                         |                     |
| 1938                                  | Geen deelname                         | Geen deelname                         | Geen deelname                         | Geen deelname                         | Geen deelname                         | Geen deelname                         | Geen deelname                         | Geen deelname                         |                     |
| 1950                                  | Groepsfase                            | 3                                     | 1                                     | 0                                     | 2                                     | 5                                     | 6                                     | (Kwal.)                               |                     |
| 1954                                  | Niet gekwalificeerd                   | Niet gekwalificeerd                   | Niet gekwalificeerd                   | Niet gekwalificeerd                   | Niet gekwalificeerd                   | Niet gekwalificeerd                   | Niet gekwalificeerd                   | Niet gekwalificeerd                   |                     |
| 1958                                  | Niet gekwalificeerd                   | Niet gekwalificeerd                   | Niet gekwalificeerd                   | Niet gekwalificeerd                   | Niet gekwalificeerd                   | Niet gekwalificeerd                   | Niet gekwalificeerd                   | Niet gekwalificeerd                   |                     |
| 1962                                  | Derde                                 | 6                                     | 4                                     | 0                                     | 2                                     | 10                                    | 8                                     |                                       |                     |
| 1966                                  | Groepsfase                            | 3                                     | 0                                     | 1                                     | 2                                     | 2                                     | 5                                     | (Kwal.)                               |                     |
| 1970                                  | Niet gekwalificeerd                   | Niet gekwalificeerd                   | Niet gekwalificeerd                   | Niet gekwalificeerd                   | Niet gekwalificeerd                   | Niet gekwalificeerd                   | Niet gekwalificeerd                   | Niet gekwalificeerd                   |                     |
| 1974                                  | Groepsfase                            | 3                                     | 0                                     | 0                                     | 3                                     | 3                                     | 8                                     | (Kwal.)                               |                     |
| 1978                                  | Niet gekwalificeerd                   | Niet gekwalificeerd                   | Niet gekwalificeerd                   | Niet gekwalificeerd                   | Niet gekwalificeerd                   | Niet gekwalificeerd                   | Niet gekwalificeerd                   | Niet gekwalificeerd                   |                     |
| 1982                                  | Groepsfase                            | 3                                     | 0                                     | 0                                     | 3                                     | 3                                     | 8                                     | (Kwal.)                               |                     |
| 1986                                  | Niet gekwalificeerd                   | Niet gekwalificeerd                   | Niet gekwalificeerd                   | Niet gekwalificeerd                   | Niet gekwalificeerd                   | Niet gekwalificeerd                   | Niet gekwalificeerd                   | Niet gekwalificeerd                   |                     |
| 1990                                  | Niet gekwalificeerd                   | Niet gekwalificeerd                   | Niet gekwalificeerd                   | Niet gekwalificeerd                   | Niet gekwalificeerd                   | Niet gekwalificeerd                   | Niet gekwalificeerd                   | Niet gekwalificeerd                   |                     |
| 1994                                  | Uitgesloten van deelname              | Uitgesloten van deelname              | Uitgesloten van deelname              | Uitgesloten van deelname              | Uitgesloten van deelname              | Uitgesloten van deelname              | Uitgesloten van deelname              | Uitgesloten van deelname              |                     |
| 1998                                  | Achtste finale                        | 4                                     | 0                                     | 3                                     | 1                                     | 5                                     | 8                                     | (Kwal.)                               |                     |
| 2002                                  | Niet gekwalificeerd                   | Niet gekwalificeerd                   | Niet gekwalificeerd                   | Niet gekwalificeerd                   | Niet gekwalificeerd                   | Niet gekwalificeerd                   | Niet gekwalificeerd                   | Niet gekwalificeerd                   |                     |
| 2006                                  | Niet gekwalificeerd                   | Niet gekwalificeerd                   | Niet gekwalificeerd                   | Niet gekwalificeerd                   | Niet gekwalificeerd                   | Niet gekwalificeerd                   | Niet gekwalificeerd                   | Niet gekwalificeerd                   |                     |
| 2010                                  | Achtste finale                        | 4                                     | 2                                     | 0                                     | 2                                     | 3                                     | 5                                     | (Kwal.)                               |                     |
| 2014                                  | Achtste finale                        | 4                                     | 2                                     | 1                                     | 1                                     | 6                                     | 4                                     | (Kwal.)                               |                     |
| 2018                                  | Niet gekwalificeerd                   | Niet gekwalificeerd                   | Niet gekwalificeerd                   | Niet gekwalificeerd                   | Niet gekwalificeerd                   | Niet gekwalificeerd                   | Niet gekwalificeerd                   | Niet gekwalificeerd                   |                     |
| 2022                                  | Niet gekwalificeerd                   | Niet gekwalificeerd                   | Niet gekwalificeerd                   | Niet gekwalificeerd                   | Niet gekwalificeerd                   | Niet gekwalificeerd                   | Niet gekwalificeerd                   | Niet gekwalificeerd                   | Niet gekwalificeerd |
| 2026                                  | Niet gekwalificeerd                   | Niet gekwalificeerd                   | Niet gekwalificeerd                   | Niet gekwalificeerd                   | Niet gekwalificeerd                   | Niet gekwalificeerd                   | Niet gekwalificeerd                   | Niet gekwalificeerd                   |                     |
| Totaal                                | 9 keer                                | 33                                    | 11                                    | 5                                     | 17                                    | 42                                    | 55                                    |                                       |                     |

| FIFA Confederations Cup overzicht | FIFA Confederations Cup overzicht | FIFA Confederations Cup overzicht | FIFA Confederations Cup overzicht | FIFA Confederations Cup overzicht | FIFA Confederations Cup overzicht | FIFA Confederations Cup overzicht | FIFA Confederations Cup overzicht | FIFA Confederations Cup overzicht |
| Jaar                              | Ronde                             | Wed.                              | W                                 | G                                 | V                                 | DV                                | DT                                |                                   |
| --------------------------------- | --------------------------------- | --------------------------------- | --------------------------------- | --------------------------------- | --------------------------------- | --------------------------------- | --------------------------------- | --------------------------------- |
| 2017                              | Tweede                            | 5                                 | 1                                 | 3                                 | 1                                 | 4                                 | 3                                 |                                   |
| Totaal                            | 1 keer                            | 5                                 | 1                                 | 3                                 | 1                                 | 4                                 | 3                                 |                                   |

### Copa América
Chili doet al vanaf de start in 1916 van het Zuid-Amerikaans kampioenschap mee aan het toernooi. Het zou tot 2015 duren voor het voor de eerste keer kampioen zou worden. In 1955, 1956, 1979, 1987 speelde het wel de finale maar verloor deze waardoor Chili tweede werd. In 2015 speelde het de finale tegen Argentinië. De uitslag was 0–0 waardoor er strafschoppen moesten komen. Deze werden beter genomen door Chili (4–1). In 2016 werd een speciale editie van de Copa América gehouden, "De Copa América Centenario". Dat was ter ere van het 100-jarig bestaan van de CONMEBOL. Deze werd ook gewonnen door Chili. Ook dit keer zou het 0–0 worden tegen Argentinië. De strafschoppen werden dit keer 4–2 voor Chili.
| Zuid-Amerikaans kampioenschap overzicht | Zuid-Amerikaans kampioenschap overzicht | Zuid-Amerikaans kampioenschap overzicht | Zuid-Amerikaans kampioenschap overzicht | Zuid-Amerikaans kampioenschap overzicht | Zuid-Amerikaans kampioenschap overzicht | Zuid-Amerikaans kampioenschap overzicht | Zuid-Amerikaans kampioenschap overzicht | Zuid-Amerikaans kampioenschap overzicht |
| Jaar                                    | Ronde                                   | Wed.                                    | W                                       | G                                       | V                                       | DV                                      | DT                                      |                                         |
| --------------------------------------- | --------------------------------------- | --------------------------------------- | --------------------------------------- | --------------------------------------- | --------------------------------------- | --------------------------------------- | --------------------------------------- | --------------------------------------- |
| 1916                                    | Vierde                                  | 3                                       | 0                                       | 1                                       | 2                                       | 2                                       | 11                                      |                                         |
| 1917                                    | Vierde                                  | 3                                       | 0                                       | 0                                       | 3                                       | 0                                       | 10                                      |                                         |
| 1919                                    | Vierde                                  | 3                                       | 0                                       | 0                                       | 3                                       | 1                                       | 12                                      |                                         |
| 1920                                    | Vierde                                  | 3                                       | 0                                       | 1                                       | 2                                       | 2                                       | 4                                       |                                         |
| 1921                                    | Geen deelname                           | Geen deelname                           | Geen deelname                           | Geen deelname                           | Geen deelname                           | Geen deelname                           | Geen deelname                           |                                         |
| 1922                                    | Vijfde                                  | 4                                       | 0                                       | 1                                       | 3                                       | 1                                       | 10                                      |                                         |
| 1923                                    | Geen deelname                           | Geen deelname                           | Geen deelname                           | Geen deelname                           | Geen deelname                           | Geen deelname                           | Geen deelname                           |                                         |
| 1924                                    | Vierde                                  | 3                                       | 0                                       | 0                                       | 3                                       | 1                                       | 10                                      |                                         |
| 1925                                    | Geen deelname                           | Geen deelname                           | Geen deelname                           | Geen deelname                           | Geen deelname                           | Geen deelname                           | Geen deelname                           |                                         |
| 1926                                    | Derde                                   | 4                                       | 2                                       | 1                                       | 1                                       | 14                                      | 6                                       |                                         |
| 1927                                    | Geen deelname                           | Geen deelname                           | Geen deelname                           | Geen deelname                           | Geen deelname                           | Geen deelname                           | Geen deelname                           |                                         |
| 1929                                    | Geen deelname                           | Geen deelname                           | Geen deelname                           | Geen deelname                           | Geen deelname                           | Geen deelname                           | Geen deelname                           |                                         |
| 1935                                    | Vierde                                  | 3                                       | 0                                       | 0                                       | 3                                       | 2                                       | 7                                       |                                         |
| 1937                                    | Vijfde                                  | 5                                       | 1                                       | 1                                       | 3                                       | 12                                      | 13                                      |                                         |
| 1939                                    | Vierde                                  | 4                                       | 1                                       | 0                                       | 3                                       | 8                                       | 12                                      |                                         |
| 1941                                    | Derde                                   | 4                                       | 2                                       | 0                                       | 2                                       | 6                                       | 3                                       |                                         |
| 1942                                    | Zesde                                   | 6                                       | 1                                       | 1                                       | 4                                       | 4                                       | 15                                      |                                         |
| 1945                                    | Derde                                   | 6                                       | 4                                       | 1                                       | 1                                       | 15                                      | 5                                       |                                         |
| 1946                                    | Vijfde                                  | 5                                       | 2                                       | 0                                       | 3                                       | 8                                       | 11                                      |                                         |
| 1947                                    | Vierde                                  | 7                                       | 4                                       | 1                                       | 2                                       | 14                                      | 13                                      |                                         |
| 1949                                    | Vijfde                                  | 7                                       | 2                                       | 1                                       | 4                                       | 10                                      | 14                                      |                                         |
| 1953                                    | Vierde                                  | 6                                       | 3                                       | 1                                       | 2                                       | 10                                      | 10                                      |                                         |
| 1955                                    | Tweede                                  | 5                                       | 3                                       | 1                                       | 1                                       | 19                                      | 8                                       |                                         |
| 1956                                    | Tweede                                  | 5                                       | 3                                       | 0                                       | 2                                       | 11                                      | 8                                       |                                         |
| 1957                                    | Zesde                                   | 6                                       | 1                                       | 1                                       | 4                                       | 9                                       | 17                                      |                                         |
| 1959                                    | Vijfde                                  | 6                                       | 2                                       | 1                                       | 3                                       | 9                                       | 14                                      |                                         |
| 1959                                    | Geen deelname                           | Geen deelname                           | Geen deelname                           | Geen deelname                           | Geen deelname                           | Geen deelname                           | Geen deelname                           |                                         |
| 1963                                    | Geen deelname                           | Geen deelname                           | Geen deelname                           | Geen deelname                           | Geen deelname                           | Geen deelname                           | Geen deelname                           |                                         |
| 1967                                    | Derde                                   | 5                                       | 2                                       | 2                                       | 1                                       | 8                                       | 6                                       |                                         |

| Copa América overzicht | Copa América overzicht | Copa América overzicht | Copa América overzicht | Copa América overzicht | Copa América overzicht | Copa América overzicht | Copa América overzicht | Copa América overzicht |
| Jaar                   | Ronde                  | Wed.                   | W                      | G                      | V                      | DV                     | DT                     |                        |
| ---------------------- | ---------------------- | ---------------------- | ---------------------- | ---------------------- | ---------------------- | ---------------------- | ---------------------- | ---------------------- |
| 1975                   | Groepsfase             | 4                      | 1                      | 1                      | 2                      | 7                      | 6                      |                        |
| 1979                   | Tweede                 | 9                      | 4                      | 3                      | 2                      | 13                     | 6                      |                        |
| 1983                   | Groepsfase             | 4                      | 2                      | 1                      | 1                      | 8                      | 2                      |                        |
| 1987                   | Tweede                 | 4                      | 3                      | 0                      | 1                      | 9                      | 3                      |                        |
| 1989                   | Groepsfase             | 4                      | 2                      | 0                      | 2                      | 7                      | 5                      |                        |
| 1991                   | Derde                  | 7                      | 3                      | 2                      | 2                      | 11                     | 6                      |                        |
| 1993                   | Groepsfase             | 3                      | 1                      | 0                      | 2                      | 3                      | 4                      |                        |
| 1995                   | Groepsfase             | 3                      | 0                      | 1                      | 2                      | 3                      | 8                      |                        |
| 1997                   | Groepsfase             | 3                      | 0                      | 0                      | 3                      | 1                      | 5                      |                        |
| 1999                   | Vierde                 | 6                      | 2                      | 1                      | 3                      | 8                      | 7                      |                        |
| 2001                   | Kwartfinale            | 4                      | 2                      | 0                      | 2                      | 5                      | 5                      |                        |
| 2004                   | Groepsfase             | 3                      | 0                      | 1                      | 2                      | 2                      | 4                      |                        |
| 2007                   | Kwartfinale            | 4                      | 1                      | 1                      | 2                      | 4                      | 11                     |                        |
| 2011                   | Kwartfinale            | 4                      | 2                      | 1                      | 1                      | 5                      | 4                      |                        |
| 2015                   | Kampioen               | 6                      | 4                      | 2                      | 0                      | 13                     | 4                      |                        |
| 2016                   | Kampioen               | 6                      | 4                      | 1                      | 1                      | 16                     | 5                      |                        |
| 2019                   | Vierde                 | 3                      | 2                      | 1                      | 3                      | 7                      | 7                      |                        |
| 2021                   | Kwartfinale            | 5                      | 2                      | 2                      | 1                      | 3                      | 5                      |                        |
| 2024                   | Groepsfase             | 3                      | 0                      | 2                      | 1                      | 0                      | 1                      |                        |

## FIFA-wereldranglijst[1]
| 1993 | 1994 | 1995 | 1996 | 1997 | 1998 | 1999 | 2000 | 2001 | 2002 | 2003 | 2004 | 2005 | 2006 | 2007 | 2008 | 2009 | 2010 | 2011 | 2012 | 2013 | 2014 | 2015 | 2016 | 2017 | 2018 |
| ---- | ---- | ---- | ---- | ---- | ---- | ---- | ---- | ---- | ---- | ---- | ---- | ---- | ---- | ---- | ---- | ---- | ---- | ---- | ---- | ---- | ---- | ---- | ---- | ---- | ---- |
| 55   | 47   | 36   | 26   | 16   | 16   | 23   | 19   | 39   | 84   | 80   | 74   | 64   | 41   | 45   | 31   | 15   | 15   | 13   | 26   | 15   | 14   | 5    | 4    | 10   | 13   |

## Spelersrecords
Dikgedrukte spelers zijn nog steeds actief voor Chili.

### Meeste wedstrijden

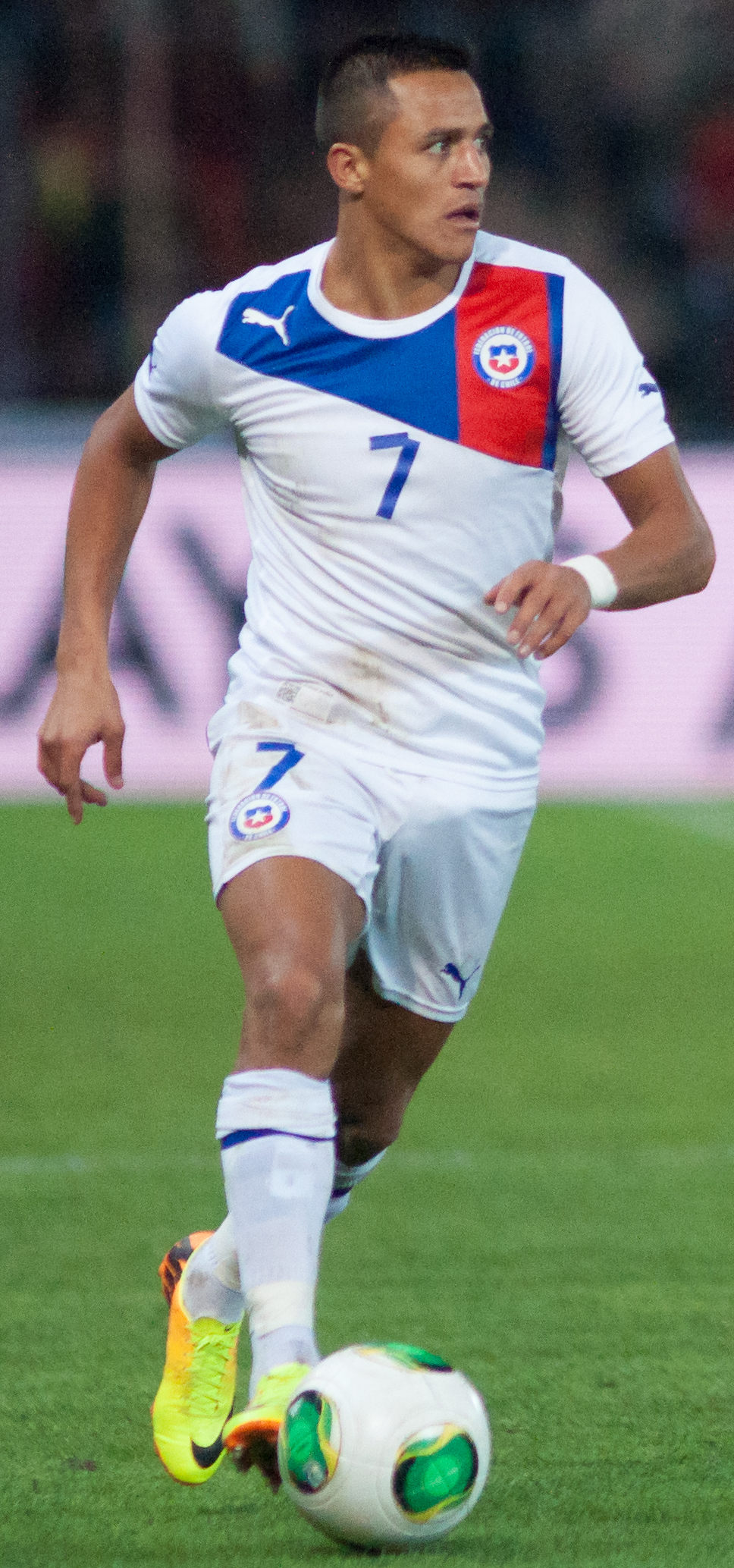
Alexis Sánchez is recordinternational en topscorer van Chili.

| Rank | Player           | Caps | Goals | Career       |
| ---- | ---------------- | ---- | ----- | ------------ |
| 1    | Alexis Sánchez   | 166  | 51    | 2006–present |
| 2    | Gary Medel       | 161  | 7     | 2007–present |
| 3    | Claudio Bravo    | 150  | 0     | 2004–present |
| 4    | Arturo Vidal     | 142  | 34    | 2007–present |
| 4    | Mauricio Isla    | 142  | 5     | 2007–present |
| 6    | Gonzalo Jara     | 115  | 3     | 2006–2019    |
| 7    | Eduardo Vargas   | 112  | 42    | 2009–present |
| 8    | Jean Beausejour  | 109  | 6     | 2004–2021    |
| 9    | Charles Aránguiz | 101  | 7     | 2009–2023    |
| 10   | Leonel Sánchez   | 85   | 24    | 1955–1968    |

### Top goalscorers
| Rank | Player               | Goals | Caps | Ratio | Career       |
| ---- | -------------------- | ----- | ---- | ----- | ------------ |
| 1    | Alexis Sánchez       | 51    | 166  | 0.31  | 2006–present |
| 2    | Eduardo Vargas       | 42    | 112  | 0.38  | 2009–present |
| 3    | Marcelo Salas        | 37    | 70   | 0.53  | 1994–2007    |
| 4    | Iván Zamorano        | 34    | 69   | 0.49  | 1987–2001    |
| 4    | Arturo Vidal         | 34    | 142  | 0.24  | 2007–present |
| 6    | Carlos Caszely       | 29    | 49   | 0.59  | 1969–1985    |
| 7    | Leonel Sánchez       | 24    | 85   | 0.28  | 1955–1968    |
| 8    | Jorge Aravena        | 22    | 37   | 0.59  | 1983–1990    |
| 9    | Humberto Suazo       | 21    | 60   | 0.35  | 2005–2013    |
| 10   | Juan Carlos Letelier | 18    | 57   | 0.32  |              |

Bijgewerkt tot 29 juni 2024.

## Bondscoaches
- Bijgewerkt tot en met de WK-kwalificatieinterland tegen  Brazilië (3–0) op 10 oktober 2017.

| Jaar      | Bondscoach           | Duels | W  | G | V  | DV | DT | DS  |
| --------- | -------------------- | ----- | -- | - | -- | -- | -- | --- |
| 1910–1913 | geen bondscoach      | 5     | 0  | 0 | 5  | 2  | 16 | –14 |
| 1916      | Carlos Fanta         | 5     | 0  | 1 | 4  | 3  | 16 | –13 |
| 1917      | Julián Bértola       | 3     | 0  | 0 | 3  | 0  | 10 | –10 |
| 1917      | geen bondscoach      | 1     | 0  | 1 | 0  | 1  | 1  | 0   |
| 1919      | Héctor Parra         | 3     | 0  | 0 | 3  | 1  | 12 | –11 |
| 1920-1922 | Juan Carlos Bertone  | 10    | 0  | 3 | 7  | 5  | 20 | –15 |
| 1924      | Carlos Acuña         | 3     | 0  | 0 | 3  | 1  | 10 | –9  |
| 1926      | José Rosetti         | 4     | 2  | 1 | 1  | 14 | 6  | +8  |
| 1928      | Frank Powell         | 3     | 1  | 1 | 1  | 7  | 7  | 0   |
| 1930      | György Orth          | 3     | 2  | 0 | 1  | 5  | 3  | +2  |
| 1935      | geen bondscoach      | 3     | 0  | 0 | 3  | 2  | 7  | –5  |
| 1936–1939 | Pedro Mazullo        | 10    | 3  | 1 | 6  | 24 | 27 | –3  |
| 1941      | Máximo Garay         | 4     | 2  | 0 | 2  | 6  | 3  | +3  |
| 1941–1945 | Francisco Platko     | 12    | 5  | 3 | 4  | 19 | 20 | –1  |
| 1946–1956 | Luis Tirado          | 51    |    |   |    |    |    |     |
| 1956–1957 | José Salerno         |       |    |   |    |    |    |     |
| 1957      | Ladislao Pakozdi     |       |    |   |    |    |    |     |
| 1957–1962 | Fernando Riera       | 12    | 6  | 1 | 5  | 19 | 22 | –3  |
| 1966      | Luis Álamos          | 5     | 1  | 1 | 3  | 4  | 7  | –3  |
| 1966–1967 | Alejandro Scopelli   | 12    | 5  | 3 | 4  | 22 | 17 | +5  |
| 1968–1969 | Salvador Nocetti     | 4     | 1  | 2 | 1  | 5  | 4  | +1  |
| 1970      | Francisco Hormazábal | 2     | 0  | 0 | 2  | 1  | 7  | –6  |
| 1970      | Fernando Riera       | 1     | 0  | 0 | 1  | 1  | 5  | –4  |
| 1971      | Luis Vera            | 9     | 4  | 1 | 4  | 15 | 14 | +1  |
| 1972      | Raúl Pino            | 2     | 0  | 0 | 2  | 0  | 3  | –3  |
| 1972      | Rudi Gutendorf       | 7     | 3  | 0 | 4  | 10 | 15 | –5  |
| 1973–1974 | Luis Álamos          |       |    |   |    |    |    |     |
| 1974–1975 | Pedro Morales        | 4     | 1  | 1 | 2  | 7  | 6  | +1  |
| 1976–1977 | Caupolicán Peña      | 4     | 2  | 1 | 1  | 5  | 3  | +2  |
| 1977–1982 | Luis Santibáñez      | 16    | 7  | 4 | 5  | 22 | 14 | +8  |
| 1983      | Luis Ibarra          | 4     | 2  | 1 | 1  | 8  | 2  | +6  |
| 1984      | Isaac Carrasco       | 1     | 0  | 1 | 0  | 0  | 0  | 0   |
| 1984      | Vicente Cantatore    | 1     | 1  | 0 | 0  | 1  | 0  | +1  |
| 1985      | Pedro Morales        | 19    | 8  | 6 | 5  | 27 | 22 | +5  |
| 1986      | Luis Ibarra          | 1     | 0  | 1 | 0  | 1  | 1  | 0   |
| 1987      | Orlando Aravena      | 7     | 5  | 0 | 2  | 13 | 6  | +7  |
| 1987      | Manuel Rodríguez     | 1     | 0  | 0 | 1  | 1  | 2  | –1  |
| 1988–1989 | Orlando Aravena      | 34    | 14 | 9 | 11 | 42 | 32 | +10 |
| 1990–1993 | Arturo Salah         | 23    | 9  | 6 | 8  | 30 | 23 | +7  |
| 1993      | Nelson Acosta        | 1     | 0  | 0 | 1  | 0  | 2  | –2  |
| 1994      | Mirko Jozić          | 8     | 3  | 2 | 3  | 13 | 14 | –1  |
| 1995–1996 | Xabier Azkargorta    | 4     | 0  | 2 | 2  | 4  | 9  | –5  |
| 1996–2000 | Nelson Acosta        | 43    | 15 | 8 | 20 | 68 | 56 | +12 |
| 2001      | Pedro García         | 9     | 2  | 1 | 6  | 8  | 14 | –6  |
| 2001      | Jorge Garcés         | 3     | 0  | 1 | 2  | 1  | 5  | –4  |
| 2002      | César Vaccia         | 2     | 0  | 0 | 2  | 2  | 5  | –3  |
| 2003–2005 | Juvenal Olmos        | 16    | 3  | 6 | 7  | 14 | 18 | –4  |
| 2005–2007 | Nelson Acosta        | 9     | 3  | 3 | 3  | 10 | 19 | –9  |
| 2007–2011 | Marcelo Bielsa       | 51    | 28 | 8 | 15 | 69 | 49 | +20 |
| 2011–2012 | Claudio Borghi       | 27    | 11 | 5 | 11 | 40 | 40 | 0   |
| 2012–2016 | Jorge Sampaoli       | 44    | 28 | 8 | 8  | 89 | 44 | +45 |
| 2016–2017 | Juan Antonio Pizzi   | 32    | 13 | 7 | 12 | 48 | 36 | +12 |
| 2018-2021 | Reinaldo Rueda       |       |    |   |    |    |    |     |
| 2021-     | Martin Lasarte       |       |    |   |    |    |    |     |

## Huidige selectie
De volgende spelers behoren tot de selectie voor de Copa América 2024.
Interlands en doelpunten bijgewerkt tot en met de wedstrijd tegen  Canada op 29 juni 2024.
| №           | Naam                 | Wed. | Dlpnt. | Club                 |
| ----------- | -------------------- | ---- | ------ | -------------------- |
| Doel        |                      |      |        |                      |
| 1           | Claudio Bravo        | 150  | 0      | Clubloos             |
| 12          | Gabriel Arias        | 17   | 0      | Racing               |
| 23          | Brayan Cortés        | 16   | 0      | Colo-Colo            |
| Verdediging |                      |      |        |                      |
| 2           | Gabriel Suazo        | 28   | 0      | Toulouse             |
| 3           | Guillermo Maripán    | 48   | 2      | AS Monaco            |
| 4           | Mauricio Isla        | 142  | 5      | Independiente        |
| 5           | Paulo Díaz           | 48   | 1      | River Plate          |
| 6           | Thomas Galdames      | 1    | 0      | Godoy Cruz           |
| 16          | Igor Lichnovsky      | 13   | 0      | Tigres               |
| 21          | Matías Catalán       | 7    | 0      | Talleres             |
| 25          | Benjamín Kuscevic    | 8    | 0      | Fortaleza            |
| 26          | Nicolás Fernández    | 3    | 0      | Audax Italiano       |
| Middenveld  |                      |      |        |                      |
| 7           | Marcelino Núñez      | 27   | 5      | Norwich City         |
| 8           | Darío Osorio         | 11   | 11     | FC Midtjylland       |
| 13          | Erick Pulgar         | 52   | 4      | Flamengo             |
| 15          | Diego Valdés         | 32   | 2      | Club América         |
| 17          | Esteban Pavez        | 13   | 0      | Colo-Colo            |
| 18          | Rodrigo Echeverría   | 14   | 1      | Huracán              |
| 24          | César Pérez          | 4    | 0      | Unión La Calera      |
| Aanval      |                      |      |        |                      |
| 9           | Víctor Dávila        | 14   | 3      | CSKA Moskou          |
| 10          | Alexis Sánchez       | 166  | 51     | Clubloos             |
| 11          | Eduardo Vargas       | 112  | 42     | Atlético Mineiro     |
| 14          | Cristián Zavala      | 3    | 0      | Colo-Colo            |
| 19          | Marcos Bolados       | 10   | 2      | Colo-Colo            |
| 20          | Maximiliano Guerrero | 5    | 1      | Universidad de Chile |
| 22          | Ben Brereton Díaz    | 33   | 7      | Villarreal           |

FFCh · A-internationals · Selecties · Bondscoaches · Chileens vrouwenelftal · Olympisch elftal · Chili U21 · Chili U20 · Chili U19 · Chili U18 · Chili U17
1910 – 1919 ·
1920 – 1929 ·
1930 – 1939 ·
1940 – 1949 ·
1950 – 1959 ·
1960 – 1969 ·
1970 – 1979 ·
1980 – 1989 ·
1990 – 1999 ·
2000 – 2009 ·
2010 – 2019 ·
2020 – 2029
WK 1930 · 
WK 1950 · 
WK 1962 · 
WK 1966 · 
WK 1974 · 
WK 1982 · 
WK 1998 · 
WK 2010 · 
WK 2014
OS 1928 · 
OS 1952 · 
OS 1984 · 
OS 2000
1910 · 
1911 · 1912 · 
1913 · 
1914 · 1915 · 
1916 · 
1917 · 
1918 · 
1919 · 
1920 · 
1921 · 
1922 · 
1923 · 
1924 · 
1925 · 
1926 · 
1927 · 
1928 · 
1929 · 
1930 · 
1931 · 1932 · 1933 · 1934 · 
1935 · 
1936 · 
1937 · 
1938 · 
1939 · 
1940 · 
1941 · 
1942 · 
1943 · 1944 · 
1945 · 
1946 · 
1947 · 
1948 · 
1949 · 
1950 · 
1951 · 
1952 · 
1953 · 
1954 · 
1955 · 
1956 · 
1957 · 
1958 · 
1959 · 
1960 · 
1961 · 
1962 · 
1963 · 
1964 · 
1965 · 
1966 · 
1967 · 
1968 · 
1969 · 
1970 · 
1971 · 
1972 · 
1973 · 
1974 · 
1975 · 
1976 · 
1977 · 
1978 · 
1979 · 
1980 · 
1981 · 
1982 · 
1983 · 
1984 · 
1985 · 
1986 · 
1987 · 
1988 · 
1989 · 
1990 ·
1991 · 
1992 · 
1993 · 
1994 · 
1995 · 
1996 · 
1997 · 
1998 · 
1999 · 
2000 · 
2001 · 
2002 · 
2003 · 
2004 · 
2005 · 
2006 · 
2007 · 
2008 · 
2009 · 
2010 · 
2011 · 
2012 · 
2013 · 
2014 · 
2015 · 
2016 ·
2017 ·
2018 ·
2019 ·
2020 ·
2021 ·
2022 ·
2023 ·
2024
Albanië ·
Algerije ·
Argentinië ·
Armenië ·
Australië ·
België ·
Bolivia ·
Bosnie en Herzegovina ·
Brazilië ·
Bulgarije ·
Burkina Faso ·
Canada ·
China ·
Colombia ·
Costa Rica ·
Cuba ·
DDR ·
Denemarken ·
Dominicaanse Republiek ·
Duitsland ·
Ecuador ·
Egypte ·
El Salvador · 
Engeland ·
Estland ·
Finland ·
Frankrijk ·
Ghana · 
Griekenland ·
Guatemala ·
Guinee ·
Haïti ·
Honduras ·
Hongarije ·
Ierland ·
IJsland ·
Irak ·
Iran ·
Israël ·
Italië ·
Ivoorkust ·
Jamaica ·
Japan ·
Joegoslavië ·
Kameroen ·
Kroatië ·
Litouwen ·
Marokko ·
Mexico ·
Nederland ·
Nieuw-Zeeland · 
Noord-Ierland ·
Noord-Korea ·
Oekraïne · 
Oman · 
Oostenrijk ·
Palestina ·
Panama · 
Paraguay ·
Peru ·
Polen ·
Portugal · 
Qatar ·
Roemenië · 
Rusland ·
Saoedi-Arabië ·
Schotland ·
Senegal ·
Servië ·
Slowakije ·
Sovjet-Unie ·
Spanje ·
Togo ·
Trinidad en Tobago ·  
Tsjecho-Slowakije ·
Tunesië · 
Turkije · 
Uruguay ·
Venezuela ·
Verenigde Arabische Emiraten ·
Verenigde Staten ·
Wales ·
Zambia ·
Zuid-Afrika ·
Zuid-Korea ·
Zweden ·
Zwitserland
Algerije (1982) · 
Australië (2014) · 
Brazilië (2014) · 
Honduras (2010) · 
Nederland (2014) · 
Oostenrijk (1982) · 
Spanje (2010) · 
Spanje (2014) · 
West-Duitsland (1982) · 
Zwitserland (2010)